# Therese Grünbaum
Therese Grünbaum (geb. Müller; * 24. August 1791 in Wien; † 30. Jänner 1876 in Berlin) war eine österreichische Opernsängerin (Sopran).

## Karriere
Therese Grünbaum kam als einzige Tochter des Komponisten Wenzel Müller und dessen erster Ehefrau Magdalena, geb. Reinichsthal (1765–1794) zur Welt. Eine erste Ausbildung erhielt Therese durch ihren Vater und debütierte bereits sechsjährig am 11. Januar 1798 in der Rolle der Lilli in Ferdinand Kauers Donauweibchen. Ab 1807 war die Familie Müller am Ständetheater in Prag engagiert. 1813 unternahm sie eine Kunstreise nach Deutschland und Österreich und wurde im selben Jahr von Carl Maria von Weber an das Deutsche Theater in Prag berufen. Ab 1816 war Therese Grünbaum in Wien engagiert, wo sie 1819 in das Ensemble der Hofoper wechselte und insgesamt zehn Jahre als Primadonna wirkte.
Gastrollen gab sie in München (1827) und Berlin (1828–1830). Anschließend war sie in Berlin pädagogisch tätig und gründete dort eine eigene Gesangsschule.
Ab 1813 war sie mit dem Tenoristen Johann Christoph Grünbaum vermählt, mit dem sie vier Kinder hatte, darunter die Opernsängerin Caroline Grünbaum (1814–1868).